# Hugo Johnstone-Burt
Hugo Kingsley Johnstone-Burt (Edimburgo, 1987) es un actor australiano de origen escocés, más conocido por haber interpretado a Fish Lamb en la serie Cloudstreet y por interpretar a Hugh Collins en Miss Fisher's Murder Mysteries.

## Biografía
Johnstone-Burt nació en Edimburgo. Emigró a la edad de dos junto con su familia hacia Australia, estableciéndose en la ciudad de Sídney donde creció. 
En 2007 se unió a la prestigiosa escuela australiana National Institute of Dramatic Art "NIDA" de donde se graduó en el 2009.
Salió con Romy Poulier, sin embargo la relación terminó.

## Carrera
En el 2010 apareció como invitado en la serie Rake y en la exitosa serie Underbelly: The Golden Mile donde interpretó a Adam Andrews, un miembro de la banda del criminal Danny "DK" Karam (Dan Mor) y amigo del criminal Michael "Doc" Kanaan (Ryan Corr).
En el 2011 se unió al elenco de la miniserie Cloudstreet donde interpretó a Samson "Fish" Lamb.
En el 2012 se unió al elenco recurrente de la serie Miss Fisher's Murder Mysteries donde interpreta al oficial Hugh Collins, hasta ahora. También apareció en la serie Tricky Business donde interpretó a Alex Ruda. 
El 19 de octubre del mismo año se unió como personaje recurrente a la exitosa serie australiana Home and Away donde interpretó al joven Jamie Sharpe el hijo del criminal Adam Sharpe (Martin Lynes), hasta el 8 de marzo de 2013 después de que su personaje fuera transferido a una prisión por haber secuestrado a Heath.
En el 2013 apareció como invitado en la serie Mr & Mrs Murder donde interpretó a Dan Duxton.
En el 2014 apareció como invitado en un episodio de la primera temporada de la serie Love Child donde dio vida a Chris Vesty, el hijo biológico de Frances Bolton (Mandy McElhinney). El personaje de Chris ahora es interpretado por el actor Lincoln Younes desde la segunda temporada.
En el 2015 protagonizó la película "Terremoto: La falla de San Andrés" como Ben, junto a Alexandra Daddario (Blake), con la que tiene un hermoso romance; y su hermano Art Parkinson.
En 2016 se unió al elenco principal de la nueva serie The Wrong Girl donde da vida al doctor Vincent Woodward, el hermano mayor de la productora Lily Woodward (Jessica Marais), quien luego de tener un accidente mientras surfeaba termina en silla de ruedas.

## Filmografía

### Series de televisión
| Año         | Título                         | Personaje          | Notas                     |
| ----------- | ------------------------------ | ------------------ | ------------------------- |
| 2018        | Olivia Newton-John             | Bruce Welch        | ep. #1.1 - miniserie      |
| 2016 - 2017 | The Wrong Girl                 | Vincent Woodward   | 18 episodios              |
| 2012 - 2015 | Miss Fisher's Murder Mysteries | Hugh Collins       | 34 episodios              |
| 2014        | Love Child                     | Chris Vesty        | episodio # 1.7            |
| 2013        | Dance Academy                  | Nick               | episodio "Second Chances" |
| 2012 - 2013 | Home and Away                  | Jamie Sharpe       | 27 episodios              |
| 2013        | Mr & Mrs Murder                | Dan Duxton         | episodio "Early Checkout" |
| 2012        | Tricky Business                | Alex Rudan         | 5 episodios               |
| 2011        | Cloudstreet                    | Samson "Fish" Lamb | 3 episodios - miniserie   |
| 2011        | Sea Patrol                     | Corey McGinley     | episodio "Eye for an Eye" |
| 2010        | Rake                           | Travis Tanner      | episodio "R vs Tanner"    |
| 2010        | Underbelly: The Golden Mile    | Adam Andrews       | 2 episodios               |

### Películas
| Año  | Título          | Personaje | Notas |
| ---- | --------------- | --------- | --- |
| 2015 | San Andreas     | Ben       | junto a Dwayne Johnson, Alexandra Daddario, Carla Gugino, Colton Haynes, Ioan Gruffudd, Will Yun Lee & Archie Panjabi |
| 2013 | Goddess         | Ralph     | junto a Laura Michelle Kelly, Ronan Keating, Dustin Clare, Pia Miranda & Magda Szubanski                              |
| 2012 | Careless Love   | Seb       | junto a Nammi Le, Paul O'Brien, Andrew Hazzard, David Field, Ivy Mak & Penny McNamee                                  |
| 2010 | Search          | Dave      | corto - junto a Karl Beattie & Rick Howard                                                                            |
| 2010 | Before the Rain | Nicky     | junto a Ryan Corr, Rick Donald, Johnny Nicolaidis, Kenji Fitzgerald & Lisa Gormley                                    |
| 2009 | Feeling Lucky   | Ted       | cortometraje |

## Premios y nominaciones
| Año  | Categoría                       | Premio      | Serie                       | Resultado |
| ---- | ------------------------------- | ----------- | --------------------------- | --------- |
| 2012 | Most Outstanding Male Performer | ASTRA Award | Cloudstreet                 | Nominado  |
| 2012 | Best New Talent                 | ASTRA Award | Cloudstreet                 | Nominado  |
| 2010 | Out of the Box                  | IF Award    | Underbelly: The Golden Mile | Nominado  |